# Jyeshtha
Jyeshta is de derde maand van de hindoeïstische kalender en is ook bekend als Jeth of Iethe. Jyeshta begint volgens de westerse kalender tussen 21 mei en 21 juni wanneer de Zon in het sterrenbeeld Tweelingen staat.